# Al-Malikiyah (okrug)
Okrug Al-Malikiyah je okrug u sirijskoj pokrajini Al-Hasakah. Po popisu iz 2004. (prije rata), okrug je imao 191.994 stanovnika. Administrativno sjedište je u naselju Al-Malikiyah.

## Nahije
Okrug je podijeljen u nahije (broj stanovnika se odnosi na popis iz 2004.):
- Al-Malikiyah (112.000)
- Al-Yaarubiyah (39.459)
- Al-Jawadiyah (40.535)